# Milazzo
Milazzo er en italiensk by (og kommune) i regionen Sicilien i Italien, med omkring 30.043(2023) indbyggere.  
Milazzo (siciliansk: Milazzu, latin: Mylae fra oldgræsk: Μύλαι) er en by (kommune) i byområdet Messina på Sicilien i det sydlige Italien. Det er den største kommune i provinsen, efter Messina og Barcellona Pozzo di Gotto. Byen har en befolkning på omkring 31.500 indbyggere. Milazzo har historiske været en fiskerby, og fiskeri er fortsat det primære erhverv i byen.

## Geografi
Milazzo grænser op til kommunerne Barcellona Pozzo di Gotto, Merì og San Filippo del Mela.
Milazzo er den vigtigste by i et stort område, der går fra Villafranca Tirrena til Patti med sammenlagt over 200.000 indbyggere. Det er også et vigtigt centrum i Messina-strædet (som også inkluderer områder af Reggio Calabria) med den nærliggende by Barcellona Pozzo di Gotto. Byen ligger ved bunden af en halvø, der går ud i Det Tyrrhenske Hav med et lille odde, omkring 43 km fra byen Messina.  

## Seværdigheder
- Castello di Milazzo er en fæstning, der blev påbegyndt af araberne, udvidet af normannerne, restaureret og forbedret af Frederik II. Den er omgivet af mure med runde tårne bygget under Alfonso V af Aragonien, med en gotisk portal fra 1300-tallet. I nærheden af slottet ligger ruinerne af den gamle katedral (opført i 1603), der sandsynligvis blev designet af arkitekten Camillo Camillians.
- Vor Frue Kirke, af Mount Carmel
- Den Barokke Kirke, af det hellige krusifix (1629), der huser en træbaldakin fra 1700-tallet og et trækors fra begyndelsen af 1600-tallet.
- Klippekirken, St. Anthony fra Padua
- Helligdomskirken, for St. Francis af Paola

## Transport
Havnen i Milazzo er udgangspunktet for mange sejlruter, bl.a. til De Æoliske Øer og Napoli.